# 尾崎優史
尾崎 優史（おざき ゆうじ、1983年7月26日 - ）は、OZAKI FITNESS GYM代表パーソナルトレーナー。
國學院大学文学部哲学科出身。埼玉県狭山市出身。

## 来歴・人物
一族が医療関係という家系に育つ。
40年の歴史を持つ総合病院創設メンバーの一人である父のもとに生まれ、兄弟は医療事務に従事。
幼少期より野球をしており中学時代にハワイで行われた全日本選抜でMVPを獲得。
高校野球部時は西武ライオンズのスカウトから高評価を受けていたがドラフト指名されず大学に進学。
大学2年まで國學院大学硬式野球部に在籍。大学硬式野球部1年春のリーグ戦からスタメン出場。
尾崎が大学1年時、各大学の4年生はいわゆる松坂世代と呼ばれる黄金世代であり、早稲田大学の和田毅投手（この年ダイエーホークスにドラフト1位指名された）と練習試合で対戦した際に「契約金1億円貰えるドラフト1位のボールは、こんなに凄いのか。4年間でドラフト1位のプロ野球選手になれるだろうか…」「自分の大事な4年間を本当に野球に賭けても良いのだろうか？」と悩み、野球しか出来ない、知らない自分を変るためビジネスを学ぼうと野球部を退部。
通っていた地元のジムのマネージャーから「尾崎はトレーニング好きだからトレーナーしてみたら？」と恵比寿の一撃フィットネスジムのマネージャーを紹介され、フィットネス業界に入る。
トレーナー業を続けながら、寝る時間を削りアルバイトをして勉強代を捻出するという生活を約4年間続ける。
「表参道・青山で通用するトレーナーになる」という目標を掲げ、東大医師が監修をする加圧トレーニングジム「加圧リハビット」で店長としてリハビリやパーソナルトレーニングを6年間続け圧倒的な臨床・経験を得る。
顧客の要望に応じた妥協のないセッションに定評があり、会社社長や芸能人の紹介も相次ぎ顧客数は1万2千人を超える。
その後、2014年東京都渋谷区神宮前・表参道のルイヴィトンの真裏に「美尻専門Fleurir表参道」を創業。
2018年ミスユニバース福島のオフィシャルトレーナーに就任。美尻創りを担当する。
2021年総額1800万の費用を投じて、トレーニングマシンなどの設備を充実させOZAKI FITNESS GYMと改名しリニューアルオープン。
現在はトレーナーとして、トップアスリートやモデル・芸能人など幅広く指導する。
特に痛み改善や女性の身体を綺麗な砂時計ボディにすることに定評があり特に「美尻創り」では高い評価を受けている。

## 出演
2016年12月NHKラジオ「オンナnoミカタ」にゲスト出演。